# Gladno Selo
Gllanasellë en albanais et Gladno Selo en serbe latin (en serbe cyrillique : Гладно Село) est une localité du Kosovo située dans la commune/municipalité de Gllogoc/Glogovac, district de Pristina (Kosovo) ou district de Kosovo (Serbie). Selon le recensement kosovar de 2011, elle compte 1 591 habitants, tous albanais.

## Démographie

### Évolution historique de la population dans la localité
| 1948 | 1953 | 1961 | 1971 | 1981  | 1991  | 2011  |
| ---- | ---- | ---- | ---- | ----- | ----- | ----- |
| 502  | 570  | 679  | 950  | 1 367 | 1 814 | 1 591 |

|  |